# Nakamura U
Nakamura Uは、東京都在住の編集者、イラストレーター、クリエイター。
以前は「U」名義だったが、結婚を機に「Nakamura U」「u plus u」等の名義で活動している。

## 人物・来歴
東京都に生まれる。幼い頃、父と親しかった芸術家・池田満寿夫に「技術的は凡人だが、本物を作れる紛れもない天才」と文章と芸術の才能を高く評価される。
高校在学中からイベント等の広告でイラストやキャッチコピーを作成。
早稲田大学在学時に『池田満寿夫美術コンクール』最優秀新人賞受賞。本人はコンテストには全く興味がなく、彼を教えていた教授が無理やり出した作品だという。カメラでは全くの初心者でありながら海外で高い評価を受け、名高いアートフェスティバルに正式招待される等、その才能をいかんなく発揮する。師匠の池田は、芥川賞作家でありながら彫刻や映画監督としても活躍した自分と重ねつつ、「才能があり過ぎるために苦悩するだろう。私を含め芸術家は自分が一番だと思ってるが、彼は目立つ事や他人に勝つ事に全く興味がない。芸術活動を続けるのは難しいかもしれない」と、その将来を案じていた。
芸能人が持つ連載のイラストや文章構成を多数手掛けている。現在は芸術活動からは距離を置き、出版社で編集者となっている。

## 交友関係
芸能界に顔が広く、その人柄から芸能事務所に所属するタレントの教育係を依頼される事も多い。その為、柳楽優弥や妻の豊田エリーは彼によく相談したという。堀北真希も彼を尊敬する女優の一人で、瑛太は芸能活動について悩んだ時に彼に相談し、続ける事を決意した。
日南響子の家庭教師をつとめた経験もある。
瑛太には「先輩」、日南や西内まりや、本田翼には「ゆう兄」と呼ばれている。
芸能人からプライベートでの撮影を多く依頼されるほか、玉森裕太など、彼のイラストのファンという著名人も多い。

## イラスト・構成
- 「コトノハ、きらり。」（堀北真希、2006年、玄光社）
- 「ナカムライフ」（仲村みう、2009年、小学館）イラストと文章構成を担当し、巻末に仲村から「憧れの人」と書かれている。
- 日南響子スタイルブック「In Wonderland」(日南響子、2010年、SDP）
- 「麻里子さまのおりこうさま!」(篠田麻里子、2011年、ポプラ社)

等、多数